# إريك وينر
إريك وينر (بالإنجليزية: Eric Weiner) هو صحفي أمريكي، ولد في 1963 في الولايات المتحدة.